# KZ-Außenlager Landeshut
Das KZ-Außenlager Landeshut (heute Kamienna Góra) war ein Außenlager des KZ Groß-Rosen in Niederschlesien, das von Juli 1944 bis Mai 1945 existierte. In ihm mussten männliche Inhaftierte Zwangsarbeit für die Kugellagerfabrik FAG Kugelfischer verrichten.

## Geschichte
Das Lager wurde im Juli 1944 im südwestlichen Teil der Stadt Landeshut zwischen einer Eisenbahnlinie und dem Fluss Bóbr eingerichtet. In ihm arbeiteten ausschließlich männliche Häftlinge, hauptsächlich Polen, aber auch kleinere Gruppen von Russen, Tschechen, Kroaten und Deutschen, die in drei Produktionshallen der Kugellagerfabrik FAG Kugelfischer Zwangsarbeit leisten mussten. Das Lager wies eine hohe Sterblichkeitsrate auf, offiziellen Zahlen sind nicht bekannt. Bis Ende Januar 1945 wurden verstorbene Häftlinge in das Stammlager Groß-Rosen zurückgebracht und dort eingeäschert; ab Februar 1945 bestattete man die Toten in Landeshut. Nach dem Krieg wurden etwa 200 Leichen von Häftlingen exhumiert, die in den letzten drei Monaten im Lager gestorben waren. Lagerkommandanten waren Helmut Hanke und Hugon Petzner.

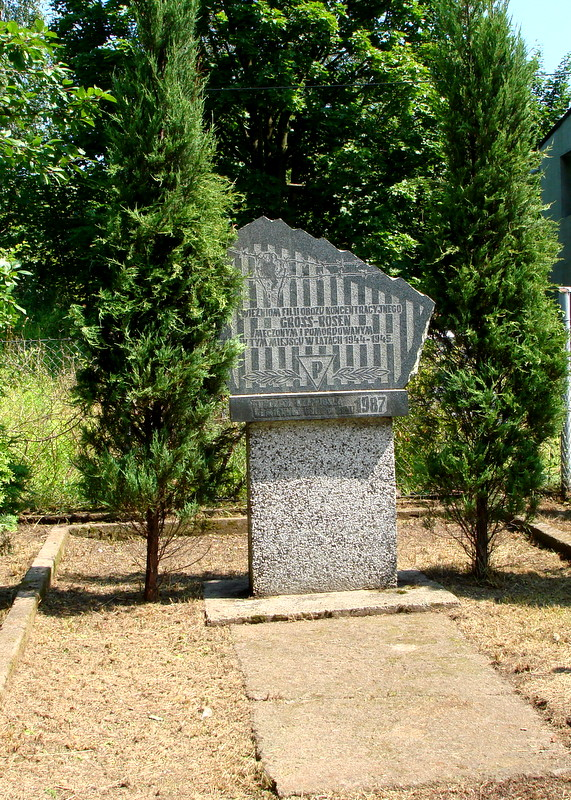
Denkmal für das Außenlager Landeshut

Am 14. Februar 1945 unternahm die Lagerleitung einen erfolglosen Versuch, das Lager vor der vorrückenden Roten Armee zu evakuieren. Die Gefangenen wurden gezwungen, an einem Todesmarsch in Richtung Liebau in Schlesien (heute Lubawka) teilzunehmen. Sie mussten aber ins Lager zurückkehren, Panzerabwehrgräben graben und Befestigungsanlagen in der Stadt errichten. Am 9. Mai 1945 wurde das Lager von sowjetischen Truppen befreit. Zu jenem Zeitpunkt befanden sich zwischen 1.300 und 1.600 Häftlinge im Lager.

## Gedenken
Heute wird in Kamienna Góra das Andenken an die Toten des Lagers geehrt. Auf dem städtischen Friedhof befindet sich eine Grabstelle, am Hang des Góra Parkowa wurde ein Denkmal für die ermordeten Zwangsarbeiter errichtet.